# Kenta Yoshikawa
Kenta Yoshikawa (japanisch 吉川 健太 Yoshikawa Kenta; * 16. Mai 1986 in der Präfektur Shiga) ist ein ehemaliger japanischer Fußballspieler.

## Karriere
Yoshikawa erlernte das Fußballspielen in der Universitätsmannschaft der Hannan-Universität. Seinen ersten Vertrag unterschrieb er 2009 bei Ehime FC. Der Verein spielte in der zweithöchsten Liga des Landes, der J2 League. Für den Verein absolvierte er 23 Ligaspiele. 2011 wechselte er auf Leihbasis zum Ligakonkurrenten Kataller Toyama. Nach Ende der Leihe wurde er von Kataller 2012 fest verpflichtet. 2015 wurde er von MIO Biwako Shiga ausgeliehen. Ende 2015 beendete er seine Karriere als Fußballspieler.